# Livsdyrkarna
Livsdyrkarna är en roman av Erik Asklund utgiven 1963.
Den är en fristående fortsättning på romanen Bröderna i Klara men utspelar sig i en annan miljö. Den skildrar huvudsakligen den tid som har kallats "de litterära torpens tid" då en rad författare slog sig ner i små syrentorp och bildade en koloni i den sörmländska skärgården i närheten av Trosa.

## Personer
- Elon Park (Erik Asklund)
- Fabian Fallin (Nils Ferlin)
- Bertil Mörk (Josef Kjellgren)
- Nils Göing (Artur Lundkvist)
- Edmund Harm (Harry Martinson)
- Emil Sand (Gustav Sandgren)
- Herman Värn (Rudolf Värnlund)
- Bengt Dandy (Gunnar Ekelöf)
- Karl Sorunda (Ivar Lo-Johansson)
- Östen Bodén (Eyvind Johnson)
- Johan Dragon (Jan Fridegård)
- Carl Ernst Fältdunge (Carl Emil Englund)
- Orvar Myrbom/Jordens Son (Vilhelm Moberg)
- Torkel Jämte (Gustav Hedenvind-Eriksson)
- K.J. (Knut Jaensson)
- Dora Ahl (Tora Dahl)
- Sven Höjdberg (Stig Åsberg)
- Ture Gunnarsson/Broder Ture (Tor Bergner)